# Runchomyia frontosa
Runchomyia frontosa är en tvåvingeart som först beskrevs av Theobald 1903.  Runchomyia frontosa ingår i släktet Runchomyia och familjen stickmyggor. Inga underarter finns listade i Catalogue of Life.